# Blindia acuta
Blindia acuta (Spitzblättriges Blindmoos) ist eine Laubmoos-Art aus der Familie Seligeriaceae.

## Merkmale
Blindia acuta bildet dichte, bräunlich-grüne, glänzende Rasen mit 1 bis 8 Zentimeter hohen, gabelig verzweigten Pflanzen. Die aufrecht abstehenden bis mehr oder weniger einseitswendigen Blätter sind aus eiförmiger, hohler Basis allmählich oder plötzlich in eine lange, stumpfliche Pfriemenspitze verschmälert. Die kräftige Rippe füllt die Pfriemenspitze zur Gänze aus. Die dickwandigen Laminazellen sind verlängert-rechteckig bis linealisch. Am Blattgrund sind die Zellen bräunlich gefärbt. Die deutlich differenzierten Blattflügelzellen sind erweitert und etwa quadratisch. Die Sporenkapsel auf der 5 bis 8 Millimeter langen Seta ist kurz birnenförmig, aufrecht und etwa 1 Millimeter lang. Die Peristomzähne sind breit lanzettlich, braun, glatt und an manchen Stellen durchbrochen. Der Kapseldeckel ist schief geschnäbelt. Die grünlich-gelben, fast glatten Sporen haben eine Größe von etwa 8 bis 18 Mikrometer. Die Art fruchtet häufig, Sporenreifezeit ist im Sommer.

## Standortansprüche und Verbreitung
Das Moos wächst an schattigem, feuchtem bis nassem, zumindest zeitweise von Wasser überrieseltem Silikatgestein, saurem Sandstein und Grus, gerne in der Nähe von Bächen und Wasserfällen.
Es kommt in ganz Europa vor, in Mittel- und Südeuropa jedoch nur in den Gebirgen. In den Alpen ist es in montanen bis subalpinen Höhenlagen verbreitet, in den Zentralalpen häufig. Weitere Vorkommen befinden sich in Teilen Asiens, von Nordamerika bis zum nordwestlichen Südamerika, in Tasmanien und in Zentralafrika (Zaire).